# Sulawesi-Zwerghörnchen
Die Sulawesi-Zwerghörnchen (Prosciurillus) sind eine auf der zu Indonesien gehörenden Insel Sulawesi und einigen benachbarten Inseln beheimatete Gattung aus der Familie der Hörnchen (Sciuridae). 

## Merkmale
Sulawesi-Zwerghörnchen sind unauffällig braun gefärbt. Die Kopfrumpflänge beträgt etwa 15 cm, hinzu kommen 9 cm Schwanz.

## Systematik
Sie werden in der Regel den Schönhörnchen zugeordnet, doch ihre Zugehörigkeit ist wegen mancher anatomischer Abweichungen von den typischen Schädelmerkmalen der Schönhörnchen umstritten.
Unterschieden werden aktuell sieben Arten:
- Mengkoka-Zwerghörnchen (Prosciurillus abstrusus), Mengkoka-Berge im Südosten Sulawesis
- Alston-Zwerghörnchen (Prosciurillus alstoni)
- Weißliches Sulawesi-Zwerghörnchen (Prosciurillus leucomus), Sulawesi und benachbarte Inseln Buton und Kabaena
- Gemeines Sulawesi-Zwerghörnchen (Prosciurillus murinus), Nordost- und Zentral-Sulawesi
- Sangihe-Zwerghörnchen (Prosciurillus rosenbergi), Sangihe-Inseln
- Topapu-Zwerghörnchen (Prosciurillus topapuensis)
- Weber-Zwerghörnchen (Prosciurillus weberi), Zentral-Sulawesi

Das Sangihe-Zwerghörnchen wird dabei manchmal als Unterart des Weißlichen Sulawesi-Zwerghörnchens geführt. Die letztgenannte Art P. abstrusus ist nur aus einer Hügelkette bekannt und wird von der IUCN als gefährdet geführt. Allerdings ist von keiner Art bekannt, wie häufig oder selten sie wirklich ist. Dies sind versteckt lebende Hörnchen der Wipfelregion des Regenwaldes, die kaum erforscht sind.
Äußerlich ähneln sie dem Neuweltlichen Kleinsthörnchen, doch hier besteht keine nähere Verwandtschaft.

## Belege
1. ↑  Richard W. Thorington Jr., John L. Koprowski, Michael A. Steele: Squirrels of the World. Johns Hopkins University Press, Baltimore MD 2012; S. 175 ff. ISBN 978-1-4214-0469-1
2. ↑  J.L. Koprowski, E.A. Goldstein, K.R. Bennett, C. Pereira Mendes: Genus Prosciurillus. In: Don E. Wilson, T.E. Lacher, Jr., Russell A. Mittermeier (Hrsg.): Handbook of the Mammals of the World: Lagomorphs and Rodents 1. (HMW, Band 6) Lynx Edicions, Barcelona 2016, ISBN 978-84-941892-3-4, S. 718–719.